# Vicotnik
Vicotnik (bürgerlich: Yusaf Parvez) ist ein norwegischer Musiker.

## Leben und Schaffen
Eines von Parvez’ Elternteilen stammt aus Indien.
Parvez gründete im Jahr 1994 die Black-Metal-Band Dødheimsgard, bei der er bis heute singt sowie Schlagzeug und E-Gitarre spielt. Von 2002 bis 2010 war er Bassist in der Black-Metal-Band Code. Schlagzeug und Gitarre spielte er auch bei Ved Buens Ende und Aphrodisiac. Er sang außerdem in der Band Naer Mataron und war Gastsänger auf For all tid und Stormblåst von Dimmu Borgir.
Parvez bezeichnet sich selbst als Satanist.

## Diskografie
mit Dødheimsgard
- siehe Dødheimsgard#Diskografie

mit Ved Buens Ende
- 1994: Those Who Caress the Pale (Demo)
- 1995: Written in Waters

mit Code
- 2005: Nouveau Gloaming
- 2009: Resplendent Grotesque

mit Naer Mataron
- 2008: Praetonians